# Sahffee Jubpre
Sahffee Jubpre (* 31. März 2001 in Singapur), mit vollständigen Namen Mohamed Sahffee bin Jubpre, ist ein singapurischer Fußballspieler.

## Karriere
Sahffee Jubpre erlernte das Fußballspielen in der National Football Academy in Singapur. 2019 stand er bei Hougang United unter Vertrag. Hier stand er im Kader der Reservemannschaft. 2020 wechselte er zu den Young Lions. Die Young Lions sind eine U-23-Mannschaft, die 2002 gegründet wurde. In der Elf spielen U23-Nationalspieler und auch Perspektivspieler. Ihnen soll die Möglichkeit gegeben werden, Spielpraxis in der ersten Liga, der Singapore Premier League, zu sammeln. Sein Erstligadebüt gab er am 1. Spieltag (1. März 2020) im Spiel gegen Hougang United. Das Heimspiel wurde mit 1:4 verloren. Bis zu seiner Einberufung zum Militärdienst am 1. Juli 2021 bestritt er 14 Erstligaspiele. Nach Beendigung des Wehrdienste kehrte er am 1. August 2023 zu den Young Lions zurück.